# Josep Francesch i Cazorla
Josep Francesch Cazorla (Arenys de Mar, 18 d'agost de 1908 – Barcelona, 22 d'agost de 1964) fou un nedador català, especialitzat en braça, que competí durant la dècada de 1920.
Membre del Club Natació Arenys, durant la seva carrera esportiva guanyà set campionats de Catalunya i tres d'Espanya, alhora que establí sis vegades el rècord català i alhora estatal en 200 i 400 m braça. El 1928 s'afilià al Club Natació Barcelona per tal de prendre part en els Jocs Olímpics d'Amsterdam 1928. Internacional amb la selecció espanyola, participà al primer Campionat d'Europa de natació de 1926.

## Palmarès
- 3 Campionat de Catalunya en 200 m braça: 1926, 1927, 1928
- 4 Campionat de Catalunya en 400 m braça: 1925, 1926, 1927, 1928
- 1 Campionat de Catalunya en 4x50 m estils: 1928
- 2 Campionat d'Espanya en 200 m braça: 1925, 1926
- 1 Campionat d'Espanya en 400 m braça: 1925